# Ivan Ocvirk (glasbenik)
Ivan Ocvirk, slovenski glasbenik in skladatelj, * 14. avgust 1883, Šempeter v Savinjski dolini, † 1951, Sisak.

## Življenje in delo
Rodil se je očetu Francu in materi Agati (rojena Rezar). Po končani ljudski šoli v Šoštanju je leta 1901 dokončal orglarsko šolo v Celju. V letih 1901−1903 je bil organist v Gornjem Gradu in zborovodja pevskega društva »Gornji grad«, nato organist v Šentjurju (1903-1905), zatem pa je postal učitelj petja v frančiškanskem semenišču in vodja cerkvenega zbora v Sinju v Dalmaciji; od 1910–1911 je poučeval v cerkvenoglasbeni šoli v Regensburgu in na novem konservatoriju na Dunaju; od 1911–1913 je bil kapelnik  mestnega pihalnega orkestra in vodja zbora ter organist v mestni župnijski cerkvi v Sisku, obenem pa še zborovodja v sinagogi in pri društvih Danica in Sloga. Leta 1913 se je vrnil na prejšnje delavno mesto v Sinj in prevzel mesto kapelnika tamkajšnjega pihalnega orkestra in učitelja petja na gimnaziji. Med vojno je 1915 osem mesecev vodil novo osnovani vojaški pihalni orkester v Sisku, nato se je vrnil v Sinj. 
Kot skladatelj je komponiral vokalno in instrumentalno glasbo. Njegove skladbe so bile objavljene v raznih glasilih ter raznih glasbenih zbirkah in pesmaricah. Posebej, večinoma v samozaložbi pa so izšle: Deset napevov k blagoslovu (6 za mešani, 4 za moški zbor), Trije cerkveni napevi za mešani zbor, Nageljni (pesmi za mešani in moški zbor), Petero mašnih pesmi za mešani zbor, Šestero velikonočnih pesmi za mešani zbor, Pred- in poigre za orgle ali harmonij, Skladbe za harmonij (1918), 12 zborova (mješ. i muških), 14 zborova (mješ. i muških). V rokopisu pa je ostalo več skladb za klavir, orgle, salonski orkester in zborovske skladbe.